# Сининг
Сининг (кин: 西宁市/西寧市, Xining) је главни град кинеске покрајине Ћингхај и смештен је у долини реке Хоангхо. Град заузима површину од око 350 км² и лежи на надморској висини од 2.200 m. То је политички, економски, научни, културни и саобраћајни центар покрајине, а налази се на традиционалном путу који повезује северну Кину и Тибет.
Први трагови који указују на присуство људи у овом региону датирају из I века п. н. е. За време династија Хан, Суеј и Танг ово је била погранична територија. Касније је припојен Тибету и назван Ђингтангченг, а у том периоду је постао значајан верски центар. За време династије Сонг 1104. године град је поново припојен Кини и назван данашњим именом које у преводу значи „мир на западу“. Престоница покрајине је постао 1928. када је Ћингхај проглашен независном кинеском покрајином. За ово подручје се везује земљотрес јачине 8,6 степени Рихтерове скале, који се десио 22. маја 1927. године, када је погинуло око 200.000 људи. 
Данас је Сининг подељен на пет области, три покрајине и зону за развој националне економије и технологије која се налази под управом локалне владе. Према процени из 2009. у граду је живело 764.520 становника. Демографска структура је веома хетерогена и чини је 37 различитих националности.

## Становништво
Према процени, у граду је 2009. живело 764.520 становника.
| 1990.   | 2000.   | 2009    |
| ------- | ------- | ------- |
| 697.780 | 748.201 | 764.520 |

## Партнерски градови
- Ижевск